# 수박게임
《수박게임》(일본어: スイカゲーム 스이카 게무[*])은 Aladdin X가 개발하고 유통한, 과일을 떨어뜨려서 합치는 방식을 채용한 일본의 퍼즐 비디오 게임이다.
기원이 된 것은 2021년 1월에 중화인민공화국에서 배포된 웹 게임 《합성 큰 수박》(중국어: 合成大西瓜)으로, 중국 국내에서 대히트했다. 또 일본에서는 같은 해 12월 9일에 발매한 닌텐도 스위치판 《수박게임》(일본어: スイカゲーム 스이카 게무[*])이 발매로부터 2년 후인 2023년 9월에 인터넷 방송인의 라이브스트리밍의 영향으로 대히트를 쳤다.

## 게임 시스템
플레이어는 임의의 타이밍에 과일을 하나씩 떨어뜨려 쌓아 나간다. 과일은 물리 연산에 의해 굴러가며, 같은 종류의 과일끼리 닿으면 접촉 위치를 기점으로 한 단계 큰 과일로 변화한다. 이것을 반복해 과일을 크게 만들어 점수가 가장 높은 수박을 만드는 것을 목표로 한다. 쌓아 올린 과일이 상자에서 넘치면 게임 오버가 된다. 다른 낙하물 퍼즐과 달리 제한 시간은 존재하지 않지만, 반면 플레이어는 과일을 떨어뜨리는 위치를 신중히 생각해야 한다. 게임 미디어 폴리곤은 "테트리스와 2048을 섞은 것과 같다"라고 말했다.
《합성 큰 수박》에서 과일의 변화 순서는
1. 포도
2. 버찌
3. 귤
4. 레몬
5. 키위
6. 토마토
7. 복숭아
8. 파인애플
9. 코코넛
10. 수박
11. 큰 수박

그래서 큰 수박을 완성하면 팡파레가 울린다. 낙하 과일은 레몬 이하의 4종류 중 랜덤으로 선정된다.
닌텐도 스위치판 《수박게임》에서 과일의 변화 순서는
1. 버찌
2. 딸기
3. 포도
4. 한라봉
5. 감
6. 사과
7. 배
8. 복숭아
9. 파인애플
10. 멜론
11. 수박

그런데 수박끼리 붙이면 소멸된다. 낙하 과일은 감 이하의 5종류 중 랜덤으로 선정된다.
점수는 과일을 떨어뜨리는 것만으로는 증가하지 않으며 과일끼리 붙여서 더 큰 과일로 변화시켜야 증가한다.
Aladdin X는 프로젝터 제품용과 닌텐도 스위치용 두 가지 《수박게임》을 제공하고 있는데 스위치판에서는 과일 무게, 가점 방법, 수박끼리 접촉했을 때 사양이 다르다. GAME Watch, Polygon은 스위치판에서는 스코어 3000점을 넘는 것이 하나의 목표라고 말했다.

## 역사

### 중국의 《합성 큰 수박》
《합성 큰 수박》은 중국의 소셜 미디어 회사인 미도우 과기(중국어: 米兜科技)에서 2021년 1월 22일에 공개되었으며, 공개 후 SNS 시나 웨이보에서 관련 화제의 조회수 14억 건 이상에 이르는 폭발적인 인기를 끌었다. 이 요인에 대해 중국 매체 인민망은 출시된 것이 구정월인 춘절(2021년은 2월 12일) 직전 시기로, 많은 사람이 1년의 피로와 스트레스가 쌓인 것에 대하여 귀여운 과일을 조합해 소거해 나가는 것으로 스트레스를 잊고 휴식을 취하고 싶었던 것은 아닐까 분석하고 있다.
일본에서는 2021년 2월경부터 《합성 큰 수박》이 수박 게임 호칭으로 퍼지기 시작했으며, 특히 남성 K-POP 아이돌과 쟈니즈 사무소 아이돌 팬들 사이에서 극히 일부에서 화제가 되었다. 이는 《합성 큰 수박》의 개조가 비교적 쉬웠기 때문에 과일 이미지 부분을 자신들이 오시 아이돌 이미지로 교체해 플레이하는 스타일이 유행한 데 따른 것이다.

### Aladdin X의 《수박게임》
2021년 4월 14일 Aladdin X는 자사의 영상 프로젝터가 장착된 실링 라이트 'popIn Aladdin'의 내장 앱으로 《수박게임》을 선보여 소유자들로부터 호평을 받았다. 이후 Aladdin X는 브랜드 인지도를 넓히는 것을 목적으로 에스카도라에 닌텐도 스위치용 이식을 위탁, 2021년 12월 9일에 출시되었다. 이식처 후보로 스마트폰 앱이라는 선택지도 있었지만, Aladdin X는 "많은 앱에 묻혀버리는 것보다 조금이라도 눈에 띌 가능성이 높은 My Nintendo Store에서 제공하기로 했다"고 말했다. 그러나 출시 초기에는 별다른 화제가 되지 않았다.
2023년 5월 게임 실황자 후톤 짱(布団ちゃん)이 생중계 중 popIn Aladdin판을 플레이했고, 같은 해 9월 7일에도 "내가 침실에서 평소 하는 게임"이라며 닌텐도 스위치판을 소개했다. 이를 계기로 다른 실황자 오에노 타카유키(おおえのたかゆき), 모코(もこう), 카토 준이치(加藤純一) 등이 따라잡으면서 붐이 가속화됐다. 또 다른 많은 이용자들의 실황 동영상과 생방송 클립 등이 올라오면서 일부 동영상이 10만 회 조회를 돌파하는 등 주목을 받았다. 또, 이 시점에서의 《수박게임》의 발매는 일본 국내에서만이기 때문에, 일본 국외로부터 구입하기 위해 일본판의 어카운트를 만드는 유저도 나타나기 시작했다. 이전까지의 닌텐도 스위치의 다운로드 소프트 랭킹에서 《수박게임》은 권외였지만, 2023년 9월의 월간 다운로드 소프트 랭킹에서 1위가 되어 붐이 일기 전과 비교해 다운로드 수가 5만 배 이상 되는 날도 있었다. 개발한 Aladdin X는 이 게임이 인기를 끈 이유로 '폭넓은 분들이 받아들일 수 있는 일러스트의 귀여움이나 친근함', '게임룰의 심플함' '실패해도 다음에는 잘할 수 있지 않을까 하는 생각이 들게 하는 게임 분위기' 등 세 가지 점을 꼽고 있다.
GameRader+는 《수박게임》이 갑자기 인기를 끌었던 것을 2020년 《어몽 어스》와 비교했다. 트위치의 9월 시청자 수는 56.5% 증가했고 월간 시청 시간은 284만 시간에 달했다. Nintendo Life, Polygon, Rock, Paper, Shotgun 등 여러 서구 게임 매체들은 일본 닌텐도 어카운트를 만들어 《수박게임》을 다운로드하는 방법을 소개했다.
2023년 10월 2일, Aladdin X는 주의 환기 차원에서 닌텐도 스위치판에서 제품 이미지·설명 문구 등을 다른 용도로 옮겨 사용하는 등 내용이 비슷한 비정규 스마트폰 앱이 나돌고 있음을 보고하며 "당사와는 전혀 관련이 없습니다"라고 전했다.
2023년 10월 5일, 닌텐도 스위치판 다운로드 수가 100만 건에 달했다. 10월 20일에는 다운로드 수가 200만 건에 달한 것을 발표해, 《Suika Game》이라는 명칭으로, 유럽, 호주, 북중남미, 한국, 홍콩 지역의 닌텐도 e숍에서도 배포를 개시했다.
10월 24일에 영어, 간체자, 번체자, 한국어를 지원했다. 또 할로윈에 맞춰 할로윈 사양 스킨과 새로운 BGM이 추가되었다. 닌텐도 스위치판과 popIn Aladdin판으로 사양이 다르고, popIn Aladdin판에서는 더해 3가지 크기의 '장난감 호박'과 '캔디'가 분실물로 추가된다. 10월 30일 누계 다운로드 수가 300만 건을 돌파했다.

## 평가

### 판매
닌텐도 스위치의 《수박게임》은 2023년 10월 6일 100만 건의 다운로드 수를 달성했다. 이는 9월 초 붐을 일으킨 지 한 달여 만에 100만 개를 팔아치운 셈이다. 그로부터 불과 12일 후인 10월 18일에는 일본 국내에서의 누계 다운로드수가 200만 건에 달했다. 그 11일 뒤인 10월 30일에는 누계 다운로드 수가 300만 건에 달했다.

### 비평
게임매체 AUTOMATON, 전격 온라인 외에 비즈니스 매체 동양경제온라인은 인기 이유 중 하나로 240엔이라는 저렴한 가격에 출시된 점을 꼽고 있다. GAME Watch는 과일의 물리적 움직임이 예측하기 어렵다는 점을 들어 뜻대로 되는 부분과 뜻대로 되지 않는 부분의 균형이 절묘하다고 칭찬했다. 또 과일이 단계적으로 진화하는 것이 플레이어에게 단계적 목표가 되기도 한다고 말했다. ITmedia는 조작도 움직임도 간단하면서 과일이 떨어질 때 튕기는 방식에 따라 미묘하게 위치가 이동하는 등 의외성도 있다며 입구가 넓고 안쪽은 깊은 아주 잘 만들어진 게임이라고 평가했다.